# قرن هند
قرن هند یا قرن هندی به این مفهوم است که قرن بیست و یکم میلادی تحت سلطه هند خواهد بود. قرن بیستم اغلب قرن آمریکایی و قرن ۱۹م به عنوان پکس بریتانیکا نامیده می‌شود. این عبارت به ویژه در این ادعا به کار می‌رود که اقتصاد هند می‌تواند از اقتصاد ایالات متحده و اقتصاد چین به عنوان بزرگ‌ترین اقتصاد ملی در جهان پیشی بگیرد. در طی تاریخ، اقتصاد هند عنوان بزرگ‌ترین اقتصاد جهان را از ۱ تا ۱۵۰۰ میلادی و از ۱۶۰۰ تا ۱۷۰۰ میلادی به یدک می‌کشید.
هند یکی از اعضای «Build Back Better World» است و همچنین راه‌گذر بین‌المللی شمال–جنوب را به عنوان جایگزینی برای ابتکار سیاست ابتکاری کمربند و جاده حزب کمونیست چین، و برای ارتباط با ایران، روسیه، قفقاز و آسیای مرکزی ایجاد کرده‌است. در سال ۲۰۱۷ میلادی، هند و ژاپن برای تشکیل کریدور رشد آسیا-آفریقا و برای پیوند اقتصاد جنوب، جنوب شرق و شرق آسیا با اقیانوسیه و آفریقا بهم پیوستند. هند همچنین در گفتگوهای چهارجانبه‌امنیتی و مانور دریایی مالابر برای سیاست مهار چین شرکت می‌کند.
بر اساس گزارشی با عنوان «قرن هند: تعریف جایگاه هند در اقتصاد جهانی در حال تغییر سریع» توسط «IBM Institute for Business Value»، پیش‌بینی می‌شود که هند در سال‌های آینده در میان کشورهایی با بالاترین رشد اقتصادی در جهان باشد.

## عوامل
| |
| نرخ پنج کشور برتر از نظر هزینه‌های نظامی در سال ۲۰۱۶ میلادی. {{سخ}} به گفته انستیتو بین‌المللی پژوهش‌های صلح استکهلم. |

یکی از عوامل کلیدی شامل دموکراسی پرجمعیت هند است. طبق گزارش سازمان ملل متحد، هند تا سال ۲۰۲۲ میلادی از نظر جمعیتی از چین پیشی خواهد گرفت و به پرجمعیت‌ترین کشور جهان تبدیل خواهد شد.
اقتصاددانان و محققان دانشگاه هاروارد پیش‌بینی کرده‌اند که نرخ رشد سالانه ۷ درصدی پیش‌بینی‌شده هند تا سال ۲۰۲۴ میلادی همچنان باعث افزایش سرعت پیشرفت هند و تبدیل هند به سریع‌ترین رشد اقتصادی بزرگ در جهان می‌شود. در سال ۲۰۱۷ میلادی، مرکز توسعه بین‌المللی در دانشگاه هاروارد یک مطالعه تحقیقاتی پیش‌بینی کرد که هند با پیشی گرفتن از چین به عنوان قطب اقتصادی رشد جهانی ظاهر شده‌است و انتظار می‌رود در دهه آینده پیشتازی خود را حفظ کند.
هند اخیراً به عنوان یک قدرت بزرگ جهانی یا قدرت در حال ظهور (بسیار فراتر از قدرت‌های متوسط) در نظر گرفته می‌شود و به دلیل جمعیت زیاد و باثبات آن و بخش‌های اقتصادی و نظامی به سرعت در حال رشد آن به‌طور کلی یک ابرقدرت در حال ظهور در نظر گرفته می‌شود.